# Federal Correctional Institution, Victorville Medium II
Federal Correctional Institution, Victorville Medium II (FCI Victorville Medium II) är ett federalt fängelse för manliga intagna och är belägen i Victorville, Kalifornien i USA. Den är en del av Federal Correctional Institution, Victorville och som ingår i fängelsekomplexet Federal Correctional Complex, Victorville (FCC Victorville). Fängelset förvarar intagna som är klassificerade för säkerhetsnivån "medel". FCI Victorville Medium II förvarade 1 104 intagna för november 2022.
Fängelset invigdes 2004 samtidigt som FCC Victorville inrättades